# 穂高健一
穂高 健一（ほだか けんいち、1943年10月12日 - ）は、日本の小説家、ジャーナリスト、写真家、登山家。名字の「穂高」はペンネームであり、本名は非公開。

## 来歴
広島県大崎上島町出身、中央大学経済学部卒業。
日本ペンクラブ広報委員会・会報委員会、電子文藝館の各委員。
日本文藝協会、日本山岳会、日本写真協会に所属。
読売・日本テレビ文化センター、朝日カルチャーセンター、目黒学園カルチャースクールなどで、「文学賞を目指す小説講座」、「エッセイ教室」、「フォト・エッセイ」の講師を務める。
東京都葛飾区在住。かつしか区民大学では、「区民記者講座」の講師も務める。
作家・吉岡忍、伊藤桂一、小中陽太郎、出久根達郎、高橋千劔破、新津きよみ、山名美和子、ジャーナリスト・轡田隆史、大原雄、吉澤一成、井出勉、相澤与剛、文藝評論家・清原康正らと交流を持つ。

## 人物
中学生時代は港町であったので、住いの近くに貸本屋があり、小遣いをほとんどつぎ込んだ。大衆小説（山手樹一郎、柴田錬三郎、富田常雄、池波正太郎など）を片っ端から読んでおり、新刊が棚に並ぶのが待ち遠しく、それが作家になる土壌になった。
学生時代は登山一辺倒で、北アルプスに4シーズン登っていた。滑落、落石で、3度は死に目に遭う。「この場で死ぬんだな。寂しいな」という焦燥感に襲われた経験もしている。
妻とは中央大学の経済ゼミと、大妻女子大学との交流・合コンで知り合う。その後に交際を重ね、3年ほど経って結婚する。
社会人の最初の仕事は、鉄鋼を扱う商事会社だった。
28歳での大病をキッカケに、病床で小説の習作をはじめる。数年後、「講談社フェーマススクール」で小説養成講座を目にして、「伊藤桂一教室」に通いはじめる。同講座がおわっても、同人誌「グループ桂」を立ち上げて、伊藤にはつねに作品を出し続けた。
伊藤の小説批評は厳しく、「原稿用紙は何も書かなければ、一枚3円。100枚文字を書けばトイレットペーハー一つの交換にもならない」という酷評は強烈に印象に残っている。その言葉にも負けす、これまで這いあがってきた。
「10年毎日書けば作家になれる」それを信じたにもかかわらず、純文学にこだわっていたので、20年間も書きつづけても、文学賞の受賞ひとつもなかった。作家になるまで、家庭内ではずっと肩身が狭かった。
習作から25年経って、「第42回地上文学賞」で受賞した時は、とても嬉しかったそうだ。これで家族に顔向けができる。『作家』という肩書が使えると歓びもひとしおだった。そこから受賞癖がついて、1－2年に一度は文学賞の入賞が続いた。授賞式の晴れやかな薔薇のリボンはみな保管している」と話している。
純文学や現代小説を書いていたアマチュア作家の頃、取材申し込みは勇気がいった。「何に載るの？」という正面からの質問が最も胸に突き刺さったそうだ。同人誌だったので、その声も小さかったと話している。
作品に対するこだわり
プロの道に入り、ミステリーとか、歴史小説とか、巾を拡げる。「魅力的な人物を克明に描く」そうすれば、良い小説が生まれる。それをモットーにしている。
交友関係とのエピソード
日本ペンクラブの広報委員として、会長以下各委員などと交流が多くなり、私の住まいに近い「昭和が残る葛飾・立石」で、作家やジャーナリストを誘い、交流の輪を広げている。
指導する講座が終れば、受講生と酒を飲み、作品論、文学論を語り合っている。指導者と受講者の心の交流を楽しみにしている。
取材の姿勢
取材が大好き人間と自認している。「未知の人との出会いを大切にし、心の奥底を語ってもらう。それを作品に落とし込む。人間勉強をさせていただいている。」と語っている。
作風
「世に出るのが、仲間より遅かった。努力しても、努力しても、鳴かず飛ばず。病気は良くやっていた。『不良品亭主』と自笑していた。これをエッセイにして『元気に百歳』10年記念号に寄稿すると、名作だと言われた。」と語っているように、人間味あふれる作風が持ち味だ。取材を重ねた地道な作業で、真実を追い掛ける信念は、その経験から基づいていると思われる。
後進の指導
「自分の文章の癖、拙劣なカ所などは、独学ではなかなかわからない。文章の欠点は見極めがつかない。それが気づくまで何年もかかる。受講生には『最短で判らしめてあげる』。細かいところまで添削する。それが指導モットーだ」と話している。
歴史小説に移行した転機
「『歴史はとかく真実が隠される。それを掘り起こすのが作家のしごとだ』その考えのもとに、通説をくつがえす。ミステリー小説は小さな証拠から犯人の嘘を見破る。歴史小説もよく似ている。小さな疑問から、丹念に追っていけば、歴史上の大きな通説をくつがえすことができる。」と語っている。
現在取り組んでいるテーマ
福島原発事故による、『帰宅困難者たちの家族破壊』をテーマにしてしっかり書きたい。と話しており、折にふれ福島まで足を運んでいる。
作品に係るエピソード
かつて坂本龍馬を雑誌に連載していた。『龍馬が乗った、蒸気船のいろは丸（処女航海）が紀州藩の大型軍艦と衝突し、沈没した。「いろは丸事件」として長崎奉行で審議された。金塊と最新銃が積荷だと言い、龍馬、後藤象二郎、岩崎弥太郎が8万3000両取った。実質7000両支払われた。京都の学者を訪ねて、潜水調査資料を見せてもらった。沈没船には、船員の持物のガラクタだけだった。土佐藩は嘘と張ったり。まさに、龍馬の作られた虚像が剥がれたと思う。と同時に、岩崎弥太郎たちがそれを何に使ったか。およその見当がつく。』と語っている。
『千年杉』を投稿した最初のタイトルは「樹洞のこだま」だった。選考委員会で、平岩弓枝さんが『「千年杉」の方がいいわよ、それならば受賞作として、私も一票を入れます』と言われたそうだ。作者がそれを受けて、選者の満場一致になった。
『3.11 海は憎まず』では、岩手・宮城に17回行ったそうだ。被災地のひとたちに接し、「小説は心の奥底を描くもの、新聞と違い、小説は後世のひとたちにも読まれます」と理解を求めて、辛い心境を語ってもらったと語っている。「雪降るガレキの側で、泣きながら話してくれた人も随分いた。警察署長も、学校長も、地方紙の記者も、瞬時の判断の難しさなども赤裸々に語ってくれた。必ず後世に伝えるぞ、という意気込みで執筆した。」と話している。
『二十歳の炎』の取材時に、新事実を発見した時の心境として、「明治政府は故意に芸州広島藩の歴史資料を封印していた。その上、広島は原爆で史料がなくなっていた。どこに取材に行っても、空しかった。もはや幕末の広島藩を描くのは絶望的だった。」と語っている。藩校・学問所が修道学園（修道中学校・修道高等学校）に受け継がれており、原爆投下前に、学校疎開をしていた。同学園を訪ねて、頼山陽など膨大な資料を目にしたとき、やったぞ、と嬉しかった。そして、昭和53年に300部発刊された浅野家の『藝藩志』に巡り合った。より忠実に描けば、通説がくつがえせる、と強い確信を持ったそうだ。
（鎌倉図書館講演会後の単独インタビュー、『隅田　昭のエンタメーゼ』にて全文掲載）
広島と平和
広島県出身の穂高は被爆地の記憶と平和理念を創作の軸とし、著書『八月十日よ、永遠なれ』では、トルーマン大統領が“原爆追加投下”を停止した1945年8月10日を焦点に、高校生たちの視点から核戦争回避の転換点を描いた。作品は高校生でも読みやすい青春群像に歴史考証を重ね、広島・長崎への原爆投下に至る背景とその後の平和への課題を問い直している。
国民の祝日「8月11日　山の日」協議会会員
学生時代から北アルプスを登り、ペンネームの名字を「穂高」とした。日本ペンクラブの会員で、日本山岳会の会員でもある。企業や山岳団体、個人などでつくる全国「山の日」協議会の会員で、山の日制定を進めた超党派の国会議員連盟のメンバーから、山をテーマにした小説の執筆を勧められた。昨年5月から長野、岐阜両県で精力的に取材している。
（2015年7月2日　信濃毎日新聞より）

## 著書など

### 小説
- 『八月十日よ、永遠なれ』南々社 、2025年6月、ISBN 978-4864891844
- 『歴史は眠らない』未知谷、2024年11月、ISBN 978-4896427394
- 『妻女たちの幕末 大奥の最高権力者 姉小路の実像』南々社 、2023年11月、ISBN 978-4864891639
- 『紅紫の館』未知谷 、2020年12月、ISBN 978-4896426281
- 『安政維新 阿部正弘の生涯』南々社 、2019年10月、ISBN 978-4864891035
- 『神峰山』（かみのみねやま)未知谷 、2018年10月、ISBN 978-4896425673
- 『芸州広島藩 神機隊物語』平原社 、2018年4月、ISBN 978-4938391638
- 『広島藩の志士』南々社 、2018年3月、ISBN 978-4864890816
- 『燃える山脈 山岳歴史小説』 山と渓谷社 、2016年6月、ISBN 978-4635320139
- 『幕末歴史小説 二十歳の炎』 日新報道、2014年6月、ISBN 978-4817407788
- 『3.11 海は憎まず』 日新報道、2013年4月、ISBN 978-4817407597
- 『千年杉』 家の光社

※参照：日本ペンクラブ 電子文藝館　http://bungeikan.jp/domestic/detail/898/
- 『潮流』 北海道新聞社

※参照：日本ペンクラブ 電子文藝館　http://bungeikan.jp/domestic/detail/665/

- 「山頂の激走」
- 「姫沙羅」
- 「獄の海」

※　『穂高桂一ワールド』"http://www.hodaka-kenich.com/"の『小説家』に全文掲載
- 「炎」

※参照：日本ペンクラブ 電子文藝館　http://bungeikan.jp/domestic/detail/943/
- 「特攻船」

※参照：葛飾区史　https://www.city.katsushika.lg.jp/history/root/index.html#root_69
- 「葛飾ゆかりの人」

## 受賞
- 『千年杉』：第42回 地上文学賞[3]（家の光社）
- 『潮流』：第7回 いさり火文学賞[3]（北海道新聞社）
- 『姫沙羅』：第4回 伊豆文学賞優秀賞
- 『獄の海』：第13回 自由都市文学賞佳作
- 『炎』：第11回 あだち文学賞受賞
- 『特攻船』：第21回 北海道文学賞奨励賞
- 『白い炎』：第10回 日本海文学大賞奨励賞（北陸中日新聞）
- 『転覆』：第8回 あだち文学賞受賞